# Pinanga globulifera
Pinanga globulifera är en enhjärtbladig växtart som först beskrevs av Jean-Baptiste de Lamarck, och fick sitt nu gällande namn av Carl Ludwig von Blume. Pinanga globulifera ingår i släktet Pinanga och familjen Arecaceae.
Artens utbredningsområde är Moluckerna. Inga underarter finns listade i Catalogue of Life.